# Listă a echipelor de fotbal din țările CAF

## Africa de Sud
| Clubul                | Oraș             |
| --------------------- | ---------------- |
| Ajax Cape Town        | Cape Town        |
| AmaZulu               | Durban           |
| Benoni Premier United | Daveyton         |
| Bidvest Wits          | Johannesburg     |
| Black Leopards        | Thohoyandou      |
| Bloemfontein Celtic   | Bloemfontein     |
| Golden Arrows         | Durban           |
| Jomo Cosmos           | Johannesburg     |
| Kaizer Chiefs         | Johannesburg     |
| Mamelodi Sundowns     | Pretoria         |
| Maritzburg United     | Pietermaritzburg |
| Moroka Swallows       | Johannesburg     |
| Orlando Pirates       | Johannesburg     |
| Santos                | Cape Town        |
| Silver Stars          | Rustenburg       |
| Supersport United     | Pretoria         |

## Algeria
| Clubul                | Oraș               |
| --------------------- | ------------------ |
| MC Algiers            | Alger              |
| USM Alger             | Alger              |
| CA Batna              | Batna              |
| JSM Béjaïa            | Béjaïa             |
| CR Belouizdad         | Alger              |
| USM Blida             | Blida              |
| CA Bordj Bou Arreridj | Bordj Bou Arreridj |
| ASO Chlef             | Chief              |
| NA Hussein Dey        | Alger              |
| JS Kabylie            | Tizi Ouzou         |
| ASM Oran              | Oran               |
| MC Oran               | Oran               |
| Paradou AC            | Alger              |
| OM Ruisseau           | Alger              |
| ES Sétif              | Sétif              |
| WA Tlemcen            | Tlemcen            |

## Angola
| Clubul                              | Oraș     |
| ----------------------------------- | -------- |
| Atlético Petróleos do Namibe        | Namibe   |
| Atlético Petróleos Luanda           | Luanda   |
| Atlético Sport Aviação              | Luanda   |
| Clube Desportivo da Huíla           | Huíla    |
| Clube Desportivo Primeiro de Agosto | Luanda   |
| Estrela Clube Primeiro de Maio      | Benguela |
| Futebol Clube Onze Bravos do Maqui  | Maqui    |
| Grupo Desportivo Interclube         | Luanda   |
| Grupo Desportivo Sagrada Esperança  | Dundo    |
| Progresso Associação do Sambizanga  | Luanda   |
| Santos Futebol Clube de Angola      | Viana    |
| Sporting Clube Petróleos de Cabinda | Cabinda  |
| Sport Luanda e Benfica              | Luanda   |
| Sport Lubango e Benfica             | Lubango  |

## Benin
| Clubul                              | Oraș    |
| ----------------------------------- | ------- |
| AS Dragons FC de l'Ouémé            |         |
| Énergie de la Sbee FC               |         |
| Jeunesse Sportive de Pobè FC        |         |
| Université Nationale du Bénin FC    | Cotonou |
| Dynamo Unacob FC de Parakou         |         |
| Mambas Noirs FC                     |         |
| Requins de l'Atlantique FC          | Cotonou |
| Tonnerre d'Abomey FC                |         |
| Soleil FC                           |         |
| Panthères FC                        |         |
| Buffles du Borgou FC                |         |
| Espoir FC                           |         |
| Avrankou Omnisport FC               |         |
| Jeunesse Athlétique de Missérété FC |         |
| Cheminots de l'Ocbn FC              |         |
| Postel Sport FC                     |         |

## Botswana
| Clubul                    | Oraș        |
| ------------------------- | ----------- |
| Botswana Defence Force XI | Gaborone    |
| Botswana Meat Commission  | Gaborone    |
| Centre Chiefs             | Mochudi     |
| ECCO City Green           | Francistown |
| FC Satmos                 | Thibkwe     |
| Gaborone United           | Gaborone    |
| Jwaneng Comets            |             |
| Lobtrans Gunners          | Lobatse     |
| Nico United               |             |
| Notwane FC                |             |
| Police XI                 | Otse        |
| Prisons XI                | Gaborone    |
| TAFIC                     | Francistown |
| TASC                      | Francistown |
| Township Rollers          | Gaborone    |
| União Flamengo Santos     |             |

## Burkina Faso
| Clubul                                                        | Oraș           |
| ------------------------------------------------------------- | -------------- |
| Association Sportive des Employés et Commerçants de Koudougou | Koudougou      |
| Association Sportive des Fonctionnaires de Bobo               | Bobo Dioulasso |
| Association Sportive du Faso-Yennenga                         | Ouagadougou    |
| Association Sportive Somabel                                  | Ouagadougou    |
| Club Football de Ouagadougou                                  | Ouagadougou    |
| Étoile Filante Ouagadougou                                    | Ouagadougou    |
| Jeunesse Club de Bobo                                         | Bobo Dioulasso |
| Racing Club de Bobo                                           | Bobo Dioulasso |
| Rail Club du Kadiogo                                          | Kadiogo        |
| Santos FC                                                     | Ouagadougou    |
| Union Sportive de la Comoé                                    | Banfora        |
| Union Sportive de Ouagadougou                                 | Ouagadougou    |
| Union Sportive des Forces Armées                              | Ouagadougou    |
| Union Sportive du Foyer de la Régie Abidjan-Niger             | Ouagadougou    |

## Camerun
| Clubul                      | Oraș       |
| --------------------------- | ---------- |
| Aigle Royal Menoua, Dschang | Dschang    |
| FS d'Akonolinga             | Akonolinga |
| Fovu Baham                  | Baham      |
| Bamboutos FC, Mbouda        | Mbouda     |
| Canon Yaoundé               | Yaoundé    |
| Cotonsport FC, Garoua       | Garoua     |
| US Douala                   | Douala     |
| Espérance FC, Guider        | Guider     |
| Impôts FC, Yaoundé          | Yaoundé    |
| Kadji Sport Academy, Douala | Douala     |
| Les Astres FC, Douala       | Douala     |
| Mount Cameroon FC, Buéa     | Buéa       |
| FS FC Noun                  |            |
| Racing FC Bafoussam         | Bafoussam  |
| Sable FC, Batié             | Batié      |
| Sahel FC, Maroua            | Maroua     |

## Cap Verde
| Clubul                       | Oraș           |
| ---------------------------- | -------------- |
| FC Derby                     | Mindelo        |
| Sporting Clube do Porto Novo | Porto Novo     |
| Sal-Rei FC                   | Sal-Rei        |
| No Pintcha                   | Nova Sintra    |
| Botafogo                     | São Filipe     |
| Sporting Clube da Praia      | Praia          |
| Ultramarina FC               | Ribeira Brava  |
| Académica Sal-Rei            | Sal-Rei        |
| Beira-Mar                    | Ribeira Grande |
| Barreirense                  | Vila do Maio   |

## Coasta de Fildeș
| Clubul                          | Oraș        |
| ------------------------------- | ----------- |
| Africa Sports National          | Abidjan     |
| ASEC Mimosas                    | Abidjan     |
| Denguelé Sports d'Odienné       | Odienné     |
| Entente Sportive de Bingerville | Bingerville |
| EFYM                            |             |
| Issia Wazi                      |             |
| Jeunesse Club d'Abidjan         | Abidjan     |
| Lakota Football Club            |             |
| Réveil Club de Daloa            | Daloa       |
| Sabé Sports de Bouna            | Bouna       |
| Séwé Sports de San Pedro        | San Pedro   |
| Sporting Club de Gagnoa         | Gagnoa      |
| Stade d'Abidjan                 | Abidjan     |
| Stella Club d'Adjamé            | Abidjan     |

## Republica Democratică Congo
| Clubul               | Oraș         |
| -------------------- | ------------ |
| DC Motema Pembe      | Kinshasa     |
| AS Vita Club         | Kinshasa     |
| SC Inter             |              |
| TP Mazembe           | Lubumbashi   |
| FC Saint-Eloi Lupopo |              |
| OC Mbongo Sport      |              |
| AS Bantou            |              |
| AS Bakolo Mboka      |              |
| FC Tshinkunku        |              |
| SC Cilu              | Lukaka       |
| CS Imana             |              |
| TS Malekesa          |              |
| AS Nika              |              |
| DC Virunga           | Goma         |
| AS Kabasha           | Vita Kabasha |
| OC Bukavu Dawa       | Bukavu       |
| FC Kivu Sport        |              |
| AC Mbilingos         |              |
| FC Molunge           |              |
| FC Makila Mabe       |              |

## Djibouti
| Clubul                               | Oraș       |
| ------------------------------------ | ---------- |
| ASS d’Ali-Sabieh                     | Ali-Sabieh |
| CDE Colas                            |            |
| Établissement Abdi                   |            |
| FNP                                  |            |
| Gendarmerie                          | Djibouti   |
| AS Port                              | Djibouti   |
| Sheraton Hôtel                       | Djibouti   |
| F.C. Société Immobilière de Djibouti | Djibouti   |
| Tadjourah                            | Tadjourah  |
| Total                                | Djibouti   |

## Egipt
| Clubul                 | Oraș                |
| ---------------------- | ------------------- |
| Al-Ahly                | Cairo               |
| Al-Jaish               | Cairo               |
| Al-Masry               | Port Said           |
| Al-Zamalek             | Giza                |
| Aluminium Naja Hammadi | Naja Hammadi        |
| Assiout Cement         | Assiout             |
| ENNPI                  | Kairo               |
| Ghazl Al-Mehalla       | El-Mahalla El-Kubra |
| Ismaily SC             | Ismaïlia            |
| Ittihad Alexandria     | Alexandria          |
| Koroum                 | Alexandria          |
| Mokawloon al-Arab      | Nasr City           |
| Sawahel                | Alexandria          |
| Suez Cement            | Suez                |

## Eritreea
| Clubul         | Oraș   |
| -------------- | ------ |
| Adulis Club    |        |
| Al-Tahrir      |        |
| Asmara Brewery | Asmara |
| Denden         |        |
| Edaga Hamus    |        |
| Medlaw Megbi   |        |
| Red Sea FC     |        |
| Tesfa FC       |        |

## Etiopia
| Clubul                 | Oraș        |
| ---------------------- | ----------- |
| Adama City             | Adama       |
| Air Force              | Addis Ababa |
| Awassa City            | Awassa      |
| Banks SC               | Addis Ababa |
| Defence                | Addis Ababa |
| EEPCO                  | Addis Ababa |
| Ethiopian Coffee       | Addis Ababa |
| Guna Trading FC        | Tigray      |
| Harrar Beer Botling FC | Harari      |
| Metehara Sugar         | Metehara    |
| Muger Cement           | Oromiya     |
| Nyala                  | Addis Ababa |
| Saint-George SA        | Addis Ababa |
| Trans Ethiopia         | Tigray      |
| Wonji Sugar            | Oromiya     |

## Gabon
| Clubul                          | Oraș        |
| ------------------------------- | ----------- |
| AS Mangasport                   | Moanda      |
| AS Stade Mandji                 | Port-Gentil |
| Cercle Mbéri Sportif            |             |
| Delta Téléstar Gabon Télécom FC | Libreville  |
| FC 105 Libreville               | Libreville  |
| Franceville FC                  | Franceville |
| JS Libreville                   | Libreville  |
| Missiles FC                     | Libreville  |
| Munadji 76                      |             |
| Sogéa FC                        | Sogéa       |
| Stade d'Akébé                   | Libreville  |
| US Bitam                        | Bitam       |
| US Oyem                         | Oyem        |
| Wongosport                      |             |

## Gambia
| Clubul                    | Oraș   |
| ------------------------- | ------ |
| Armed Forces FC           | Banjul |
| Bakau United FC           |        |
| Banjul Hawks FC           | Banjul |
| Cherno Samba Academy FC   |        |
| Gambia Ports Authority FC |        |
| Gamtel FC                 |        |
| Interior FC               |        |
| Real de Banjul FC         | Banjul |
| Steve Biko FC             | Bakau  |
| Wallidan FC               | Banjul |

## Ghana
| Clubul                            | Oraș                                                 |
| --------------------------------- | ---------------------------------------------------- |
| Accra Hearts of Oak Sporting Club | Accra                                                |
| Asante Kotoko                     | Kumasi                                               |
| Ashanti Gold SC                   | Obuasi                                               |
| Berekum Arsenal                   | Berekum                                              |
| Bofoakwa Tano                     | Sunyani                                              |
| Feyenoord Academy                 | Goma Fetteh                                          |
| Gamba All Blacks                  | Swedru                                               |
| Great Olympics                    | Accra                                                |
| Heart of Lions                    | Kpandu                                               |
| King Faisal Babes                 | Kumasi                                               |
| Liberty Professionals FC          | Accra                                                |
| Real Tamale United                | Tamale                                               |
| Power FC                          | Koforidua                                            |
| Real Sportive                     | Tema                                                 |
| Sekondi Hasaacas FC               | Sekondi                                              |
| Tema Youth                        | Tema                                                 |
| Okwawu United                     | Nkawkaw (în 2006/7 nu mai joacă în prima divizie)    |
| Ebusua Dwarfs                     | Cape Coast (în 2006/7 nu mai joacă în prima divizie) |
| Kade Hotspurs                     | (în 2006/7 nu mai joacă în prima divizie)            |

## Guineea-Bissau
| Clubul                                  | Oraș       |
| --------------------------------------- | ---------- |
| Clube de Futebol Os Balantas            |            |
| Sport Bissau e Benfica                  | Bissau     |
| Sporting Clube de Bissau                | Bissau     |
| Atlético Clube de Bissorã               | Bissorã    |
| Estrela Negra de Bolama                 | Bolama     |
| Futebol Clube de Cantchungo             | Cantchungo |
| Desportivo Recreativo Cultural de Farim | Farim      |
| Flamengo Futebol Clube                  |            |
| Desportivo de Gabú                      | Gabú       |
| ADR Desportivo de Mansabá               | Mansabá    |
| Mavegro Futebol Clube                   | Mavegro    |
| Portos de Bissau                        | Bissau     |

## Kenya
| Clubul                              | Oraș     |
| ----------------------------------- | -------- |
| AFC Leopards                        | Nairobi  |
| Agro-Chemical                       | Nyando   |
| Chemelil Sugar FC                   | Nyando   |
| Coast Stars}                        | Mombasa  |
| Gor Mahia                           | Nairobi  |
| Kenya Commercial Bank (sports club) | Nairobi  |
| Kisumu Telkom                       | Kisumu   |
| Mathare United                      | Nairobi  |
| Mathare Youth                       | Nairobi  |
| Mumias Sugar FC                     | Mumias   |
| Red Berets FC                       | Nairobi  |
| Shabana Kisii                       | Kisii    |
| Sher Agencies FC                    | Naivasha |
| SoNy Sugar                          | Awendo   |
| Thika United                        | Thika    |
| Tusker FC                           | Nairobi  |
| Ulinzi Stars                        | Nakuru   |
| World Hope FC                       | Nairobi  |

## Lesotho
| Clubul                          | Oraș         |
| ------------------------------- | ------------ |
| Arsenal (Maseru)                | Maseru       |
| Butha Buthe Warriors            | Butha Buthe  |
| Lerotholi Polytechnic           | Maseru       |
| Lesotho Correctional Services   | Maseru       |
| Lesotho Mounted Police Services | Maseru       |
| Lifefo                          |              |
| Lioli F.C.                      | Teyateyaneng |
| Linare F.C.                     | Leribe       |
| Likhopo                         | Maseru       |
| Majantja F.C.                   | Quthing      |
| Matlama F.C.                    | Maseru       |
| Mazenod Swallows                | Maseru       |
| Mphatlalatsane                  | Maseru       |
| Roma Rovers                     | Roma         |
| Royal Lesotho Defense Force     | Maseru       |
| School Boys                     |              |

## Liberia
| Clubul                  | Oraș     |
| ----------------------- | -------- |
| Gedi & Shoes            |          |
| LISCR FC                |          |
| LPRC Oilers Monrovia    | Monrovia |
| Mighty Barolle Monrovia | Monrovia |
| Monrovia Black Star     | Monrovia |
| Monrovia Club Breweries | Monrovia |
| NPA Anchors             |          |

## Libia
| Clubul               | Oraș    |
| -------------------- | ------- |
| Al Ahly Tripoli      | Tripoli |
| Al Charara           | Sabha   |
| Al Dharha Tripoli    | Tripoli |
| Al Hilal Benghazi    | Bengazi |
| Al Ittihad Tripoli   | Tripoli |
| Al Madina Tripoli    | Tripoli |
| Al Mustaqbal Tripoli | Tripoli |
| Al Tahaddy Benghazi  | Bengazi |
| Rafik Sorman         | Sorman  |

## Mali
| Clubul                     | Oraș      |
| -------------------------- | --------- |
| AS Bakaridjan de Barouéli  | Barouéli  |
| AS Bamako                  | Bamako    |
| AS Biton                   | Ségou     |
| AS Commune II              | Bamako    |
| AS Nianan                  | Koulikoro |
| AS Real                    | Bamako    |
| AS Sigui                   | Kayès     |
| AS Tata National           | Sikasso   |
| Centre Salif Keita         | Bamako    |
| Cercle Olympique de Bamako | Bamako    |
| Djoliba AC                 | Bamako    |
| Stade Malien               | Bamako    |
| Stade Malien de Sikasso    | Sikasso   |
| USFAS Bamako               | Bamako    |

## Maroc
| Clubul                   | Oraș       |
| ------------------------ | ---------- |
| AS Salé                  | Salé       |
| CODM Meknès              | Meknès     |
| Difaa El Jadida          | El Jadida  |
| FAR Rabat                | Rabat      |
| Hassania Agadir          | Agadir     |
| IR Tanger                | Tanger     |
| IZK Khemisset            | Khemisset  |
| Jeunesse Massira         | Laayoune   |
| Moghreb Athletic Tétouan | Tétouan    |
| Mouloudia Oujda          | Oujda      |
| Olympique Khouribga      | Khouribga  |
| Olympique Safi           | Safi       |
| Raja Casablanca          | Casablanca |
| Maghreb Fez              | Fez        |
| Kawkab Marrakech         | Marrakech  |
| Wydad Casablanca         | Casablanca |

## Mauritius
| Clubul                      | Oraș                                     |
| --------------------------- | ---------------------------------------- |
| Arsenal Wanderers           | (din 2007 nu mai joacă în prima divizie) |
| US Beau-Bassin/Rose Hill    | Beau-Bassin                              |
| Curepipe Starlight SC       | Curepipe                                 |
| Faucon Flacq SC             | Flacq                                    |
| Grand Port United Mahebourg | Mahébourg                                |
| Olympique de Moka           | Moka                                     |
| Pamplemousses SC            | Triolet                                  |
| Petite Rivière Noire SC     | Tamarin                                  |
| Pointe-aux-Sables Mates     | Pointe-aux-Sables                        |
| AS Port-Louis 2000          | Belle Vue                                |
| Savanne SC                  | Souillac                                 |
| AS de Vacoas-Phoenix        | Curepipe                                 |
| AS Rivière du Rempart       | Mapou                                    |

## Mozambic
| Clubul                                        | Oraș      |
| --------------------------------------------- | --------- |
| Associação Académica de Maputo                | Maputo    |
| Chingale de Tete                              | Tete      |
| Clube de Desportos Costa do Sol               | Maputo    |
| Clube de Desportos Maxaquene                  | Maputo    |
| Clube Ferroviário da Beira                    | Beira     |
| Clube Ferroviário de Maputo                   | Maputo    |
| Clube Ferroviário de Nampula                  | Nampula   |
| Grupo Desportivo da Companha Têxtil do Punguè | Beira     |
| Grupo Desportivo de Maputo                    | Maputo    |
| Grupo Desportivo Estrela Vermelha de Maputo   | Maputo    |
| Sporting Clube de Nampula                     | Nampula   |
| Sport Quelimane e Benfica                     | Quelimane |

## Namibia
| Clubul                | Oraș                                              |
| --------------------- | ------------------------------------------------- |
| African Stars         | Windhoek                                          |
| Black Africa          | Windhoek                                          |
| Blue Waters           | Walvis Bay                                        |
| Chief Santos          | Tsumeb (din 2006/7 nu mai joacă în prima divizie) |
| Civics F.C.           | Windhoek                                          |
| Eleven Arrows         | Walvic Bay                                        |
| Friends Football Club | Rehoboth                                          |
| Golden Bees           | Outjo                                             |
| Orlando Pirates       | Windhoek                                          |
| Oshakati City F.C.    | Oshakati                                          |
| Ramblers              | Windhoek                                          |
| SK Windhoek           | Windhoek                                          |
| Touch and Go          | Otavi(din 2006/7 nu mai joacă în prima divizie)   |
| United Africa Tigers  | Windhoek                                          |

## Niger
| Clubul                        | Oraș   |
| ----------------------------- | ------ |
| JS du Ténéré                  | Agadez |
| AS Police                     | Niamey |
| Espoir FC                     | Zinder |
| Jangorzo FC                   | Maradi |
| Zumunta AC                    | Niamey |
| Alkali Nassara Club de Zinder | Zinder |
| Entente FC                    | Dosso  |
| Olympic FC de Niamey          | Niamey |

## Nigeria
| Clubul                           | Oraș          |
| -------------------------------- | ------------- |
| Bayelsa United F.C.              | Yenagoa       |
| Bendel Insurance F.C.            | Benin City    |
| Dolphins F.C.                    | Port Harcourt |
| El-Kanemi Warriors F.C.          | Maiduguri     |
| Enugu Rangers International F.C. | Enugu         |
| Enyimba F.C.                     | Aba           |
| Gombe United F.C.                | Gombe         |
| Iwuanyanwu Nationale F.C.        | Owerri        |
| Julius Berger F.C.               | Lagos         |
| Kaduna United                    | Kaduna        |
| Kano Pillars F.C.                | Kano          |
| Kwara United F.C.                | Ilorin        |
| Lobi Stars F.C.                  | Makurdi       |
| Nasarawa United F.C.             | Lafia         |
| Niger Tornadoes F.C.             | Minna         |
| Ocean Boys                       | Lagos         |
| Ranchers Bees                    | Kaduna        |
| Sharks F.C.                      | Port Harcourt |
| Shooting Stars F.C.              | Ibadan        |
| Wikki Tourists F.C.              | Bauchi        |

## Ruanda
| Clubul                           | Oraș     |
| -------------------------------- | -------- |
| Armée Patriotique Rwandaise F.C. | Kigali   |
| AS Kigali                        | Kigali   |
| Atraco FC                        | Kigali   |
| Etincelles FC                    | Kigali   |
| Flash FC                         | Gitarama |
| Kibuye FC                        | Kibuye   |
| KIST FC                          | Kigali   |
| La Jeunesse FC                   | Kigali   |
| Marines FC                       | Gisenyi  |
| Mukura Victory Sport FC          | Butare   |
| Police FC                        | Kibungo  |
| Rayon Sport                      | Kigali   |
| SC Kiyovu Sport                  | Kigali   |
| Zèbres F.C.                      |          |

## Senegal
| Clubul                  | Oraș         |
| ----------------------- | ------------ |
| Casa Sport              | Ziguinchor   |
| CSS Richard-Toll        | Richard Toll |
| ASC Diaraf              | Dakar        |
| AS Douanes              | Dakar        |
| DUC Dakar               | Dakar        |
| Guédiawaye FC           | Guédiawaye   |
| ASC HLM                 | Dakar        |
| ASC Jeanne d'Arc        | Dakar        |
| Stade Mbour             | Mbour        |
| ASEC Ndiambour          | Louga        |
| US Ouakam}              | Dakar        |
| Port Autonome           | Dakar        |
| US Rail                 | Thiès        |
| ASC Saloum              | Kaolack      |
| Sonacos                 | Djourbel     |
| Union Sportive de Goree | Ziguinchor   |
| ASC Xam-Xam             | Dakar        |
| ASC Yakaar              | Rufisque     |

## Sierra Leone
| Clubul                 | Oraș       |
| ---------------------- | ---------- |
| Diamond Stars          | Kono       |
| East End Lions         | Freetown   |
| Kallon F.C.            | Freetown   |
| Mighty Blackpool       | Freetown   |
| Old Edwardians         | Freetown   |
| Ports Authority        | Freetown   |
| Real Republicans       | Freetown   |
| Wellington People F.C. | Wellington |

## Somalia
| Clubul           | Oraș       |
| ---------------- | ---------- |
| Banaadir Telecom | Banaadir   |
| Elman FC         | Mogadiscio |
| Dekedaha         |            |
| SITT Daallo      |            |
| Feynuus          |            |
| Super Shell      |            |
| Badbaado         |            |

## Sudan
| Clubul                 | Oraș           |
| ---------------------- | -------------- |
| Ahli Atbara            | Atbara         |
| Amal Atbara            | Atbara         |
| Hay al-Arab Port Sudan | Port Sudan     |
| Ittihad Wad Medani     | Wad Medani     |
| Jazeerat Al-Feel       | Al-Feel        |
| Khartoum-3             | Khartoum       |
| Hilal Omdurman         | Omdurman       |
| Hilal Port Sudan       | Port Sudan     |
| Mawrada Omdurman       | Omdurman       |
| Merreikh Omdurman      | Omdurman       |
| Merghani Kassala       | Kassala        |
| Nil Wad Medani         | Nil Wad Medani |
| Shambat Khartoum Bahri | Khartoum       |
| Taka Kassala           | Kassala        |

## Swaziland
| Clubul               | Oraș                                       |
| -------------------- | ------------------------------------------ |
| Eleven Men in Flight | Siteki                                     |
| Green Mamba          | Matsapha                                   |
| Hub Sundowns         |                                            |
| Manzini Sundowns     | Manzini                                    |
| Manzini Wanderers    | Manzini                                    |
| Malanti Chiefs       | Pigg's Peak                                |
| Moneni Pirates       | Moneni (nu au jucat în campionatul 2006/7) |
| Mbabane Highlanders  | Mbabane                                    |
| Mbabane Swallows     | Mbabane                                    |
| Mhlambanyatsi Rovers | Mhlambanyatsi                              |
| Midas Mbabane City   | Mbabane                                    |
| Royals Leopards      | Simunye                                    |
| RSSC United          | (nu au jucat în campionatul 2006/7)        |
| Young Buffaloes      | Simunye                                    |

## Tanzania
| Clubul              | Oraș          |
| ------------------- | ------------- |
| Young Africans FC   | Dar Es Salaam |
| Simba SC            | Dar Es Salaam |
| Mtibwa Sugar FC     | Turiani       |
| Prisons FC          | Mbeya         |
| Kagera Sugar FC     | Bukoba        |
| Moro United         | Morogoro      |
| Polisi Morogoro     | Morogoro      |
| JKT Ruvu Stars      | Dodoma        |
| Ashanti United SC   |               |
| Arusha FC           | Arusha        |
| Ruvu Shooting Stars | Dodoma        |
| Polisi Dodoma       | Dodoma        |
| Kahama United       | Shinyanga     |
| Twiga Sports        | Dar Es Salaam |
| Bandari FC          | Mtwara        |
| Transit Camp FC     | Dar Es Salaam |

## Togo
| Clubul                  | Oraș                                       |
| ----------------------- | ------------------------------------------ |
| Abou Ossé F.C.          | Anié                                       |
| OC Agaza                | Lomé                                       |
| ASKO F.C.               | Kara                                       |
| AS Douane               | Lomé                                       |
| Doumbé F.C.             | Sansanne Mango                             |
| Dynamic Togolais        | Lomé                                       |
| Étoile Filante de Lomé  | Lomé                                       |
| Gomido                  | Kpalimé(nu au jucat în campionatul 2006/7) |
| Kakadlé F.C.            | (nu au jucat în campionatul 2006/7)        |
| US Koroki               |                                            |
| Kotoko F.C.             | Lavié                                      |
| Maranatha F.C.          | Fiokpo\|                                   |
| US Masséda              | Masseville                                 |
| AC Merland              | Lomé                                       |
| AC Semassi F.C.         | Sokodé                                     |
| Tchaoudjo Athlétic Club | Sokodé                                     |
| AS Togo-Port            | Lomé                                       |
| Togo Télécom F.C.       | Lomé                                       |

## Tunisia
| Clubul                      | Oraș                                         |
| --------------------------- | -------------------------------------------- |
| Club Africain               | Tunis                                        |
| CA Bizertin                 | Bizerte                                      |
| Espérance Sportive de Tunis | Tunis                                        |
| Étoile Sahel                | Sousse                                       |
| EGS Gafsa                   | Gafsa                                        |
| CS Hammam-Lif               | Hammam-Lif                                   |
| ES Hammam-Sousse            | Hammam Sousse                                |
| Jendouba Sport              | Jendouba (nu au jucat în campionatul 2006/7) |
| JS Kairouanaise             | (nu au jucat în campionatul 2006/7)          |
| EOG Kram                    | Goulette                                     |
| AS La Marsa                 | La Marsa                                     |
| US Monastir                 | Monastir                                     |
| CS Sfaxien                  | Sfax                                         |
| Stade Tunisien              | Tunis                                        |
| ES Zarzis                   | Zarzis                                       |

## Uganda
| Clubul                 | Oraș    |
| ---------------------- | ------- |
| Bunamwaya FC           | Wakiso  |
| Express Red Eagles     |         |
| Kampala City Council   | Kampala |
| Kampala United         | Kampala |
| KB Lions               |         |
| Kinyara Sugar Works FC | Kinyara |
| Maji FC                | Kampala |
| Masaka Local Council   | Masaka  |
| Mbale Heroes           | Mbale   |
| Police Jinja           | Jinja   |
| Simba FC               | Lugazi  |
| Super Cubs             |         |
| URA SC                 | Kampala |
| Victors FC             | Kampala |
| SC Villa               | Kampala |

## Zambia
| Clubul                | Oraș          |
| --------------------- | ------------- |
| Zanaco FC             | Lusaka        |
| ZESCO United          | Ndola         |
| Power Dynamos         | Kitwe         |
| Nchanga Rangers       | Chingola      |
| Chambishi FC          | Chambishi     |
| Red Arrows FC         | Lusaka        |
| Green Buffaloes FC    | Lusaka        |
| Kitwe United          | Kitwe         |
| National Assembly FC  | Lusaka        |
| Nkwazi FC             | Lusaka        |
| Kabwe Warriors FC     | Kabwe         |
| Lusaka Dynamos FC     | Lusaka        |
| Konkola Blades FC     | Chililabombwe |
| Nakambala Leopards FC | Mazabuka      |

## Zimbabwe
| Clubul              | Oraș        |
| ------------------- | ----------- |
| CAPS United FC      | Harare      |
| Masvingo United     | Masvingo    |
| Highlanders FC      | Bulawayo    |
| Motor Action FC     | Harare      |
| Buymore FC          | Chitungwiza |
| Lancashire Steel FC | Kwekwe      |
| Railstars FC        | Bulawayo    |
| Shabanie Mine FC    | Zvishavane  |
| Dynamos             | Harare      |
| Hwange FC           | Hwange      |
| Monomatapa United   | Harare      |
| Black Rhinos FC     | Harare      |
| Chapungu United     | Gweru       |
| Mwana Africa FC     | Bindura     |
| Shooting Stars      | Chitungwiza |
| Zimbabwe Saints     | Bulawayo    |